# Marie-France Cubadda
 (novembre 2008).
Si vous disposez d'ouvrages ou d'articles de référence ou si vous connaissez des sites web de qualité traitant du thème abordé ici, merci de compléter l'article en donnant les références utiles à sa vérifiabilité et en les liant à la section « Notes et références ».
Marie-France Cubadda, née le 4 août 1947 à Nouméa en Nouvelle-Calédonie, est une journaliste française. Elle a présenté des journaux télévisés pour plusieurs chaînes de télévision, dont TF1 et La Cinq.

## Biographie
Marie-France Cubadda grandit dans un milieu modeste, son père est agent de La Poste tandis que sa mère est femme au foyer. 
Elle commence sa carrière comme reporter au sein des stations radio et télévision locales de RFO Nouvelle-Calédonie. Après des études de journalisme en France métropolitaine, elle devient reporter à Paris.
Au début des années 1980, elle est envoyée spéciale pour TF1 et le 13 janvier 1986, elle devient la présentatrice du lundi au dimanche du journal de 20 heures de la première chaîne, en alternance avec Bruno Masure. D'après celui-ci elle est alors surnommée « Miss Nouméa »[réf. nécessaire]. Elle devient alors l'une des rares femmes présentatrices en semaine d'un journal télévisé important, après Christine Ockrent, qui, elle, officiait à Antenne 2. Marie-France Cubadda est la troisième femme à avoir présenté le journal de 20 heures de TF1, après Francine Buchi et Françoise Kramer en 1983.
Le 31 mai 1987, elle démissionne du poste de présentatrice du JT de la Une. Le 14 septembre 1987, elle présente le journal de 20h de La Cinq du lundi au samedi, une semaine sur deux en alternance avec Guillaume Durand, lequel présente chaque dimanche à 13h et à 20h les JT en plus de ceux de 20h une semaine sur deux. À partir du 4 septembre 1988, elle est cantonnée aux samedi et dimanche jusqu'en 1990, date de son départ qui coïncide avec l'arrivée du Groupe Hachette à la direction de La Cinq. 
Lors de la saison 1991-1992, elle présente les journaux d'information de TV5 en alternance avec Anne Brucy et Philippe Dessaint
Entre 1997 et 2009, Marie-France Cubadda est journaliste sur RFO Nouvelle-Calédonie et présente des éditions spéciales sur cette chaîne. Elle y présente aussi le JT de 19h30.
En 2014, la journaliste collabore au site d'informations locales NC Presse, où elle interviewe des personnalités issues de la société civile et du monde politique.

## Filmographie
Marie-France Cubadda apparaît dans son propre rôle dans le film Tatie Danielle (1990) d'Étienne Chatiliez.